# Lew Galler
Lew Michajłowicz Galler (ros. Лев Миха́йлович Га́ллер; ur. 17 listopada?/29 listopada 1883 w Petersburgu, zm. 12 lipca 1950 w Kazaniu) – radziecki admirał.

## Życiorys
Urodzony w luterańskiej rodzinie szlacheckiej. W 1902 ukończył gimnazjum w Tyflisie, w 1905 Morski Korpus Kadetów, a 1912 oficerską klasę artyleryjską, służył na okrętach Floty Bałtyckiej. Brał udział w I wojnie światowej jako flagowy artylerzysta brygady okrętów liniowych, starszy oficer okrętu liniowego „Sława” w stopniu kapitana 2 rangi, podczas rewolucji październikowej przeszedł na stronę bolszewików. Uczestniczył w lodowym pochodzie Floty Bałtyckiej w 1918, w czasie wojny domowej w Rosji dowodził krążownikiem i okrętem liniowym, dowódca – szef sztabu oddziału okrętów Floty Bałtyckiej i następnie dowódca dywizji, brał udział w operacjach przeciw wojskom Judenicza i brytyjskim interwentom i w stłumieniu buntów w kronsztadzkich fortach „Krasnaja Gorka” i „Sieraja Łoszadź”. W lutym 1921 został szefem sztabu Floty Bałtyckiej, 1926 ukończył kursy akademickie przy Akademii Wojskowo-Morskiej, od 1927 dowodził brygadą okrętów liniowych Morza Bałtyckiego, a 1932 został dowódcą Floty Bałtyckiej i członkiem partii komunistycznej. Od 1937 był zastępcą dowódcy sił morskich Ludowego Komisariatu Obrony ZSRR, od 1938 szefem Głównego Sztabu Morskiego, a od 1940 zastępcą ludowego komisarza Floty Wojskowo-Morskiej ZSRR ds. budowy okrętów i uzbrojenia. W okresie II wojny światowej kierował opracowaniem nowych okrętów, w latach 1947–1948 był naczelnikiem Wojskowo-Morskiej Akademii Budowy Okrętów i Uzbrojenia im. Kryłowa. W 1935 był członkiem Centralnego Komitetu Wykonawczego (CIK) ZSRR 7 kadencji.
Na początku 1948 popadł w niełaskę, został aresztowany i pozbawiony stopnia i odznaczeń. Zmarł w 1950 odbywając karę 4 lat pozbawienia wolności.

## Odznaczenia
- Order Lenina (trzykrotnie)
- Order Czerwonego Sztandaru (czterokrotnie)
- Order Uszakowa I klasy (dwukrotnie)
- Order Czerwonej Gwiazdy
- Order Świętego Stanisława II klasy z Mieczami (1916)
- Order Świętej Anny III klasy (1913)
- Order Świętego Stanisława III klasy

Oraz medale ZSRR i Order Krzyża Grunwaldu I klasy.